# Semiotellus plagiotropus
Semiotellus plagiotropus – gatunek błonkówki z rodziny Systasidae i podrodziny Systasinae.
Gatunek ten został opisany w 1999 roku przez Hui Xiao i Huanga Daweia.
Samica ma ciało długości 4 mm, a samiec od 2 do 2,5 mm. Głowa samicy jest zielona z żółtawym trzonkiem czułków i żółtawobrązową ich nóżką, natomiast tułów i biodra ma niebieskawozielone, a gaster brązowy. Przód głowy samicy z siateczkowaniem i rozproszonym punktowaniem włosowym, a szwy buławkowe wyraźnie skośne. Stosunek odległości między przyoczkami tylnymi do odległości między przyoczkiem tylnym a okiem złożonym wynosi 12 do 4,5. Na siateczkowanym tułowiu samicy obecne rozproszone i grube punkty włosowe. Komórka bazalna skrzydeł owłosiona. Jej gaster 2,4 raza dłuższy niż szeroki. Samiec odznacza się owłosionymi czułkami o członach funikularnych dłuższych niż szerszych. Jego gaster jest krótszy od tułowia.
Błonkówka znana z Fujianu i Hunanu w Chinach.